# Keiji Tamada
Keiji Tamada (Prefectura de Chiba, Japó, 11 d'abril de 1980) és un futbolista japonès.

## Selecció japonesa
Keiji Tamada ha disputat 72 partits amb la selecció japonesa.